# Lijst van voetbalinterlands Congo-Kinshasa - Gabon
Deze lijst van voetbalinterlands is een overzicht van alle officiële voetbalwedstrijden tussen de nationale teams van Congo-Kinshasa (dat van 1971 tot 1997 Zaïre heette) en Gabon. De Centraal-Afrikaanse landen hebben tot op heden zeentien keer tegen elkaar gespeeld. De eerste ontmoeting was een wedstrijd tijdens de Centraal-Afrikaanse Spelen 1976 in Libreville op 3 juli 1976. Het laatste duel, een kwalificatiewedstrijd voor de Afrika Cup 2023, werd gespeeld op 18 juni 2023 in Franceville.

## Wedstrijden
| №  | Plaats          | Datum            | Competitie                           | Wedstrijd              | Uitslag |
| -- | --------------- | ---------------- | ------------------------------------ | ---------------------- | ------- |
| 1  | Libreville      | 3 juli 1976      | Centraal-Afrikaanse Spelen 1976      | Gabon − Zaïre          | 1 − 1   |
| 2  | ?               | 25 augustus 1981 | Centraal-Afrikaanse Spelen 1981      | Zaïre − Gabon          | 1 − 1   |
| 3  | Kinshasa        | 13 november 1984 | Afrika Cup 1986 kwalificatie         | Zaïre − Gabon          | 2 − 0   |
| 4  | Libreville      | 25 november 1984 | Afrika Cup 1986 kwalificatie         | Gabon − Zaïre          | 1 − 1   |
| 5  | Libreville      | 4 juni 1989      | Vriendschappelijk                    | Gabon − Zaïre          | 0 − 0   |
| 6  | Kinshasa        | 14 april 1991    | Afrika Cup 1992 kwalificatie         | Zaïre − Gabon          | 2 − 1   |
| 7  | Libreville      | 28 juli 1991     | Afrika Cup 1992 kwalificatie         | Gabon − Zaïre          | 0 − 0   |
| 8  | Durban          | 19 januari 1996  | Afrika Cup 1996                      | Zaïre − Gabon          | 0 − 2   |
| 9  | Accra           | 2 februari 2000  | Afrika Cup 2000                      | Gabon − Congo-Kinshasa | 0 − 0   |
| 10 | Aubervilliers   | 25 maart 2008    | Vriendschappelijk                    | Gabon − Congo-Kinshasa | 0 − 0   |
| 11 | Mantes-la-Ville | 9 februari 2011  | Vriendschappelijk                    | Congo-Kinshasa − Gabon | 0 − 2   |
| 12 | Polokwane       | 18 januari 2014  | African Championship of Nations 2014 | Congo-Kinshasa − Gabon | 0 − 1   |
| 13 | Visé            | 12 oktober 2015  | Vriendschappelijk                    | Gabon − Congo-Kinshasa | 1 − 2   |
| 14 | Kinshasa        | 14 november 2019 | Afrika Cup 2021 kwalificatie         | Congo-Kinshasa − Gabon | 0 − 0   |
| 15 | Franceville     | 25 maart 2021    | Afrika Cup 2021 kwalificatie         | Gabon − Congo-Kinshasa | 3 − 0   |
| 16 | Kinshasa        | 4 juni 2022      | Afrika Cup 2023 kwalificatie         | Congo-Kinshasa − Gabon | 0 − 1   |
| 17 | Franceville     | 18 juni 2023     | Afrika Cup 2023 kwalificatie         | Gabon − Congo-Kinshasa | 0 − 2   |

## Samenvatting
| Competitie                      | Totaal gespeeld | Winst Congo-Kinshasa | Gelijk | Winst Gabon | Doelsaldo Congo-Kinshasa – Gabon |
| ------------------------------- | --------------- | -------------------- | ------ | ----------- | -------------------------------- |
| Afrika Cup                      | 2               | 0                    | 1      | 1           | 0 − 2                            |
| Afrika Cup-kwalificatie         | 8               | 3                    | 3      | 2           | 7 − 6                            |
| African Championship of Nations | 1               | 0                    | 0      | 1           | 0 − 1                            |
| Centraal-Afrikaanse Spelen      | 2               | 0                    | 2      | 0           | 2 − 2                            |
| Vriendschappelijk               | 4               | 1                    | 2      | 1           | 2 − 3                            |
| Totaal                          | 17              | 4                    | 8      | 5           | 11 − 14                          |

Wedstrijden bepaald door strafschoppen worden, in lijn met de FIFA, als een gelijkspel gerekend.
FECOFA · Bondscoaches · Selecties · A-internationals · Vrouwenelftal van Congo-Kinshasa
1960 – 1969 ·
1970 – 1979 ·
1980 – 1989 ·
1990 – 1999 ·
2000 – 2009 ·
2010 – 2019 ·
2020 – 2029
AC 1965 ·
AC 1968 ·
AC 1970 ·
AC 1972 ·
AC 1974 ·
WK 1974 ·
AC 1976 ·
AC 1988 ·
AC 1992 ·
AC 1994 ·
AC 1996 ·
AC 1998 ·
AC 2000 ·
AC 2002 ·
AC 2004 ·
AC 2006 ·
AC 2013
1963 ·
1964 · 
1965 ·
1966 · 
1967 ·
1968 · 
1969 ·
1970 · 
1971 ·
1972 · 
1973 ·
1974 · 
1975 · 
1976 ·
1977 · 
1978 ·
1979 ·
1979 · 
1980 ·
1980 · 
1981 ·
1982 ·
1983 ·
1984 · 
1985 ·
1986 · 
1987 ·
1988 · 
1989 ·
1990 · 
1991 ·
1992 · 
1993 ·
1994 · 
1995 ·
1996 · 
1997 ·
1998 · 
1999 ·
2000 · 
2001 ·
2002 · 
2003 ·
2004 · 
2005 · 
2006 ·
2007 · 
2008 ·
2009 · 
2010 · 
2011 ·
2012 · 
2013 · 
2014 ·
2015 ·
2016 ·
2017 ·
2018 ·
2019 ·
2020 ·
2021 ·
2022 ·
2023
Algerije ·
Angola ·
Bahrein ·
Benin ·
Botswana ·
Brazilië ·
Burkina Faso ·
Burundi ·
Centraal-Afrikaanse Republiek ·
China ·
Congo-Brazzaville ·
Djibouti ·
Egypte ·
Equatoriaal-Guinea ·
Ethiopië ·
Gabon ·
Gambia ·
Ghana ·
Guinee ·
Irak ·
Ivoorkust ·
Joegoslavië ·
Kaapverdië ·
Kameroen ·
Kenia ·
Lesotho ·
Liberia ·
Libië ·
Madagaskar ·
Malawi ·
Mali ·
Marokko ·
Mauritanië ·
Mauritius ·
Mexico ·
Mozambique ·
Namibië ·
Nieuw-Zeeland ·
Niger ·
Nigeria ·
Oeganda ·
Oman ·
Qatar ·
Roemenië ·
Rwanda ·
Saoedi-Arabië ·
Schotland ·
Senegal ·
Seychellen ·
Sierra Leone ·
Soedan ·
Swaziland ·
Tanzania ·
Togo ·
Tsjaad ·
Tunesië ·
Zambia ·
Zimbabwe ·
Zuid-Afrika ·
Zuid-Soedan
FGF · A-internationals · Selecties · Bondscoaches · Olympisch elftal · Gabonees vrouwenelftal
1960 – 1969 ·
1970 – 1979 ·
1980 – 1989 ·
1990 – 1999 ·
2000 – 2009 ·
2010 – 2019 ·
2020 − 2029
1960 · 
1961 · 
1962 · 
1963 · 
1964 ·
1965 · 
1966 · 
1967 · 
1968 ·
1969 · 
1970 · 
1971 · 
1972 · 
1973 ·
1974 ·
1975 ·
1976 · 
1977 · 
1978 · 
1979 · 
1980 · 
1981 · 
1982 · 
1983 · 
1984 · 
1985 · 
1986 · 
1987 · 
1988 · 
1989 · 
1990 · 
1991 · 
1992 · 
1993 · 
1994 · 
1995 · 
1996 · 
1997 · 
1998 · 
1999 · 
2000 · 
2001 · 
2002 · 
2003 · 
2004 · 
2005 · 
2006 · 
2007 · 
2008 · 
2009 · 
2010 · 
2011 · 
2012 · 
2013 · 
2014 ·
2015 ·
2016 ·
2017 ·
2018 ·
2019 ·
2020 ·
2021 ·
2022 ·
2023
Algerije ·
Andorra ·
Angola ·
België ·
Benin ·
Botswana ·
Brazilië ·
Burkina Faso ·
Burundi ·
Centraal-Afrikaanse Republiek ·
Comoren ·
Congo-Brazzaville ·
Congo-Kinshasa ·
Egypte ·
Equatoriaal-Guinea ·
Gambia ·
Ghana ·
Guinee ·
Guinee-Bissau ·
Ivoorkust ·
Kaapverdië ·
Kameroen ·
Kenia ·
Lesotho ·
Libanon ·
Liberia ·
Libië ·
Madagaskar ·
Malawi ·
Mali ·
Malta ·
Marokko ·
Mauritanië ·
Mauritius ·
Mozambique ·
Namibië ·
Niger ·
Nigeria ·
Oeganda ·
Oman ·
Portugal ·
Rwanda ·
Sao Tomé en Principe ·
Saoedi-Arabië ·
Senegal ·
Seychellen ·
Sierra Leone ·
Soedan ·
Swaziland ·
Tanzania ·
Thailand ·
Togo ·
Tsjaad ·
Tunesië ·
Verenigde Arabische Emiraten ·
Wit-Rusland ·
Zambia ·
Zimbabwe ·
Zuid-Afrika ·
Zuid-Soedan